# Lotus 72
Lotus 72 är en formel 1-bil, tillverkad av den brittiska biltillverkaren Lotus mellan 1970 och 1975.

## Bakgrund
Lotus hade varit mycket framgångsrika under 1960-talet och vunnit tre förar- och märkesmästerskap. Colin Chapmans bilar låg alltid i framkant av teknikutvecklingen men alla prototyper blev inte lika lyckade. Chapmans försök att ersätta Lotus 49 med Lotus 56 med gasturbin eller den fyrhjulsdrivna Lotus 63 slog inte väl ut. Jämfört med dessa bilar var Lotus 72 tämligen konventionell men den kom ändå att dominera formel 1 under första halvan av 1970-talet.

## Utveckling
På den nya bilen försökte Lotus minimera hjulupphängningarnas ofjädrade vikt. Konventionella skruvfjädrar ute vid hjulen ersattes av lätta torsionsstavar och bilen fick centralt placerade bromsar runt om. För att hålla markfrigången konstant under körning konstruerades hjulupphängningarna för att motverka nigning vid acceleration och inbromsning. Den frontplacerade kylaren ersattes av två kylare på vardera sidan av sittbrunnen. Därmed flyttades mer vikt in mellan hjulaxlarna. Lotus fortsatte använda Ford Cosworths V8-motor.
Efter de första loppen 1970 klagade förarna på att bilen inte uppförde sig som ”normala” formelbilar. Lotus byggde om hjulupphängningarna och tog fram två nya versioner: 72B utan antinigning bak samt 72C helt utan antinigning.
Under 1971 kom 72D med ytterligare modifieringar av hjulupphängningarna och vingarna. Till säsongen 1972 byttes den röd/vita färgsättningen mot sponsorn John Players svart/guld. Under 1973 infördes regeländringar för att förbättra förarsäkerheten vid sidokrascher. Karossen breddades 20 cm genom att montera så kallade side pods längs med sittbrunnen.
Senare under 1973 kom 72E där podsen integrerats i karosstrukturen. Dessutom uppgraderades hjulupphängningarna ännu en gång. Till 1974 var det planerat att 72:an skulle ha efterträtts av Lotus 76 men den nya bilen fungerade så illa att stallet snart gick tillbaka till den gamla trotjänaren som visade sig vara konkurrenskraftig ännu en säsong.
Lotus tävlade med 72:an även under 1975 men nu hade utvecklingen definitivt sprungit ifrån bilen som konstruerats under 1969. Under säsongen kom den uppdaterade 72F med skruvfjädrar på bakaxeln men efter USA:s Grand Prix pensionerades slutligen modellen.

## Tekniska data
| Tekniska data           | Lotus 72                                                              |
| ----------------------- | --------------------------------------------------------------------- |
| Motor:                  | Mittmonterad 90° 8-cylindrig V-motor                                  |
| Cylindervolym:          | 2993 cm³                                                              |
| Borrning x slaglängd:   | 85,7 x 64,8 mm                                                        |
| Max effekt vid varvtal: | 440 hk vid 10 000 v/min                                               |
| Ventilstyrning:         | Dubbla överliggande kamaxlar per cylinderrad, 4 ventiler per cylinder |
| Bränslesystem:          | Lucas bränsleinsprutning                                              |
| Växellåda:              | 5-växlad manuell                                                      |
| Hjulupphängning:        | Dubbla triangellänkar, torsionsstavar                                 |
| Bromsar:                | Ventilerade skivbromsar                                               |
| Chassi & kaross:        | Självbärande aluminiummonocoque                                       |
| Hjulbas:                | 254 cm                                                                |
| Torrvikt:               | 540 kg                                                                |

## Tävlingsresultat

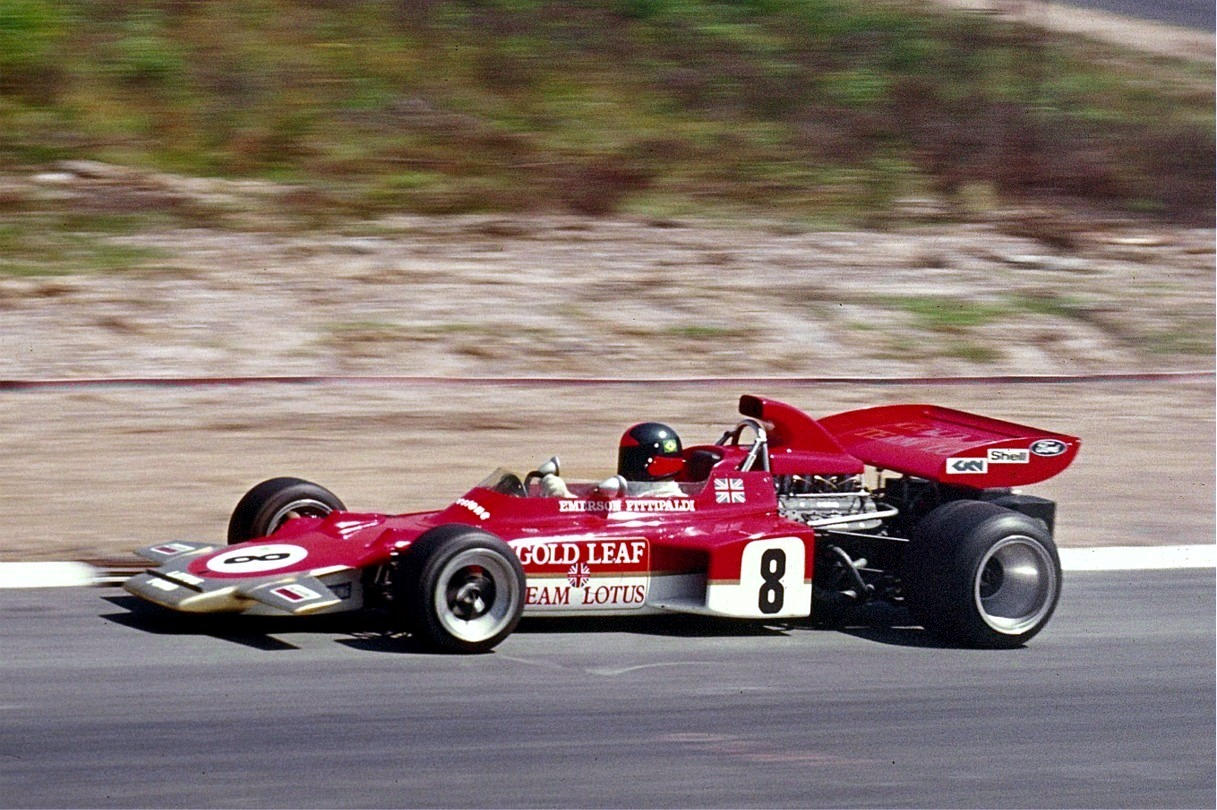
Emerson Fittipaldi vid Tysklands Grand Prix 1971.

### Formel 1-VM 1970
Team Lotus förare hade till en början svårt att komma överens med antinigningen hos Lotus 72. Sedan B- och C-modellerna introducerats tog Jochen Rindt fyra raka segrar under 1970, innan han förolyckades på träningen inför Italiens Grand Prix. Efter olyckan vann Emerson Fittipaldi USA:s Grand Prix, med Reine Wisell på tredje plats. Rindt hade före olyckan kört ihop tillräckligt mycket poäng för att bli världsmästare postumt och Lotus vann konstruktörsmästerskapet.

### Formel 1-VM 1971
1971 blev en anmärkningsvärt dålig säsong utan någon seger. Emerson Fittipaldi tog tre pallplatser och Reine Wisell två fjärdeplaceringar. Fittipaldi slutade sexa och Wisell tolva i förarmästerskapet. I konstruktörsmästerskapet kom Lotus femma.

### Formel 1-VM 1972
Säsongen 1972 vann Emerson Fittipaldi fem lopp medan hans stallkamrater inte lyckades köra ihop någon poäng alls. Fittipaldi tog sin första VM-titel och hans resultat räckte för Lotus att ta sin femte seger i konstruktörsmästerskapet.

### Formel 1-VM 1973
1973 hade Emerson Fittipaldi fått en mer jämbördig stallkamrat i Ronnie Peterson. Fittipaldi tog tre segrar medan Peterson vann fyra lopp. Fittipaldi blev tvåa och Peterson trea i förarmästerskapet som vanns av Jackie Stewart. Lotus tog sin andra raka konstruktörstitel, den tredje med 72-modellen och den sjätte sedan 1963.

### Formel 1-VM 1974
Team Lotus startade säsongen 1974 med 72:an. Efter ett misslyckat inhopp med efterträdaren Lotus 76 gick stallet tillbaka till 72:an igen och Ronnie Peterson vann tre lopp med den äldre bilen. Peterson kom på femte plats i förarmästerskapet, med Jacky Ickx som tia. Lotus slutade fyra i konstruktörsmästerskapet.

### Formel 1-VM 1975
1975 blev Lotus 72 frånkörd av konkurrenterna. Bästa resultatet blev en andraplats för Jacky Ickx i Spaniens Grand Prix. Ronnie Peterson slutade på trettonde och Ickx på sextonde plats i förarmästerskapet. I konstruktörsmästerskapet blev Lotus sjua.